# GLUT4
Le transporteur de glucose 4' (GLUT4) est une protéine de la famille des transporteurs GLUT de classe I (avec GLUT1, GLUT2, et GLUT3), dont le rôle essentiel est le transport du glucose du plasma au muscle et au tissu adipeux. Chez l'homme, il est codé par le gène SLC2A4, situé sur le chromosome 17.

## Rôle et régulation
Le transporteur GLUT4 se trouve, au niveau cellulaire, essentiellement dans des vésicules, dont la formation dépend de la sortiline, de l'EHD1 et de l'EHBP1. La kinase AKT2  et l'insuline permettent la relocalisation du GLUT4 au niveau de la membrane plasmique des adipocytes.